# Museu (districte de València)

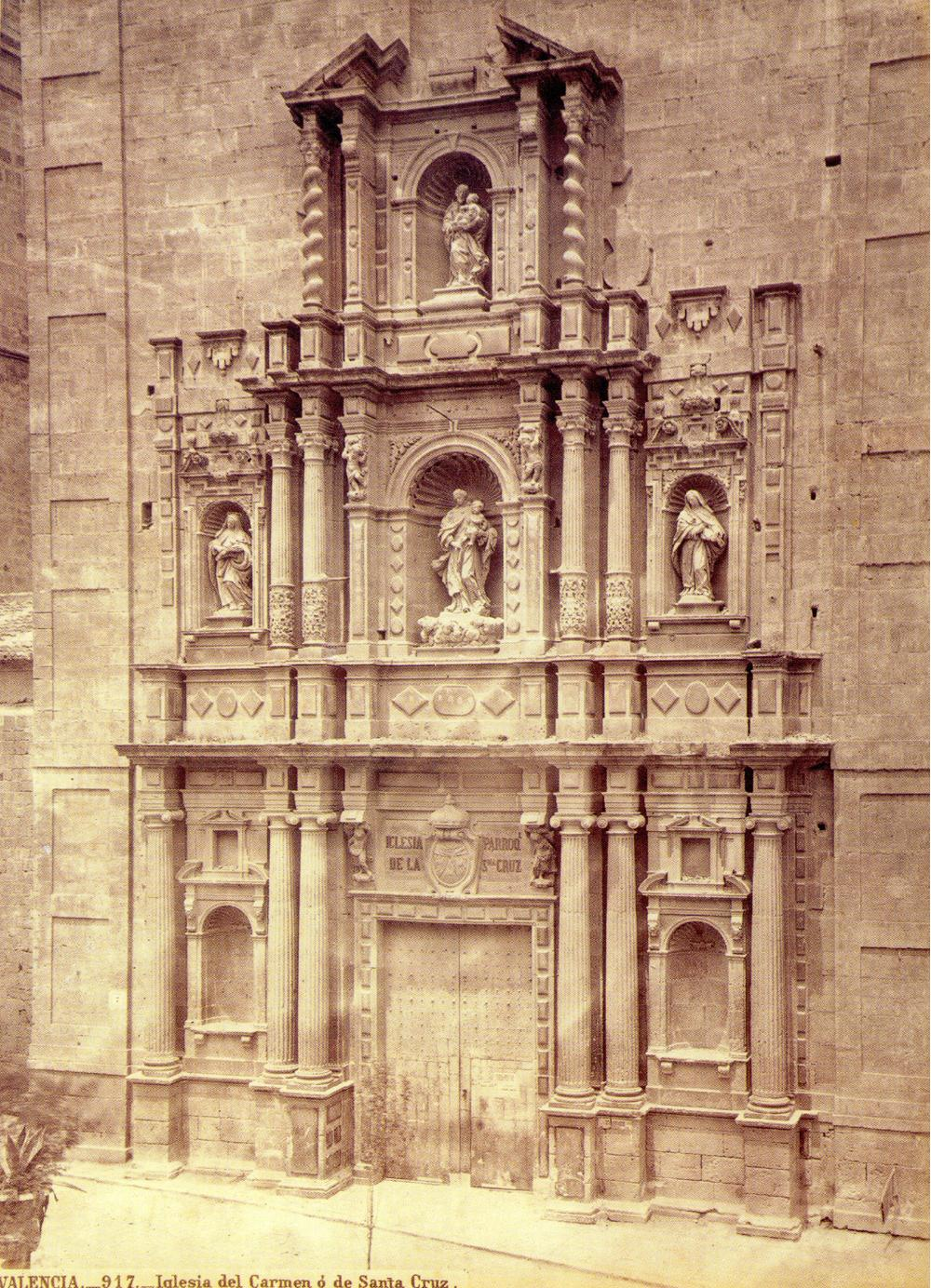
Porta de l'església del Carme, annexa al convent homònim que fou museu

El Museu fou un antic districte de la ciutat de València existent entre aproximadament la fi del segle XIX i l'any 1939. El districte ocupava part o la totalitat dels actuals barris d'El Carme, al districte de Ciutat Vella; Marxalenes, Morvedre al districte de La Saïdia; Les Tendetes al districte de Campanar i Benicalap.
Es tractà d'un districte mixt: urbà a la part intramurs i rural a l'extramurs. El districte rep el seu nom pel Museu de Belles Arts de València, situat al Convent del Carme, a la plaça homònima, entre els anys 1848 i 1942.

## Nomenclàtor de carrers i places
Heus ací una relació dels carrers del districte a l'any 1916:
- C/ de les Amoroses
- C/ de Baix
- C/ de la Beneficència
- C/ de Burjassot
- C/ del Cabrit
- C/ de la Caritat
- C/ dels Corredors
- C/ del Cobertís
- C/ d'Emili Roig
- C/ d'En Borràs
- C/ de Fenollosa
- C/ de Fos
- C/ dels Horts
- C/ dels Jardins
- C/ de Na Jordana
- C/ de Joan Plaza
- C/ del Pla de la Saïdia
- C/ de Marxalenes
- C/ de Martí
- C/ del Mirto
- C/ de Montañana
- C/ de Morella
- C/ del Museu
- C/ d'Oriola
- C/ del Pare d'Òrfens
- C/ del Pare Perera
- C/ de Palma
- C/ de Pineda
- C/ del Pou
- C/ de la Raga
- C/ de Ripalda
- C/ de Salvador Giner
- C/ de Sant Ramon
- C/ de Santa Elena
- C/ de Sant Tomàs
- C/ de Soguers
- C/ dels Tomasos
- Pl. de l'Arbre
- Pl. del Carme
- Pl. de Na Jordana
- Pl. del Portal Nou

## Demografia
| Població | 16.401 | 28.400 | 26.484 | 30.029 |

## Representació electoral
La següent taula presenta un resum dels regidors elegits al districte durant les eleccions municipals al tems que va existir el districte.
| Candidatura                                                                           | Candidatura | 1899 | 1901 | 1903 | 1905 | 1909 I | 1909 II | 1911 | 1913 | 1915 | 1917 | 1920 | 1922 | 1931 |
|                                                                                       | FR/PURA     | 2    | 2    | 2    | 2    | 2      | 1       | 1    | 1    | -    | -    | -    | 1    | h    |
|                                                                                       | PL          |      | 0    | 0    |      |        |         |      |      | n/a  | n/a  | n/a  |      | -    |
|                                                                                       | PC          | 1    | 0    | 1    |      | 1      | 1       | 2    | 1    | n/a  | n/a  | n/a  | 1    | -    |
|                                                                                       | CT          | 0    |      |      | 0    |        |         |      |      | n/a  | n/a  | n/a  | -    | -    |
|                                                                                       | PSOE        |      |      |      |      |        |         |      |      | -    | -    | -    | -    | 1    |
|                                                                                       | Ind.        |      | 1    |      |      |        |         |      | 0    |      |      |      |      | 2    |
| Regidors                                                                              | Regidors    | 3    | 3    | 3    | 2    | 3      | 2       | 3    | 2    | n/a  | n/a  | n/a  | 2    | 5    |
| Fonts: Las Provincias, El Pueblo, Diario de Valencia i La Correspondencia de Valencia |             |      |      |      |      |        |         |      |      |      |      |      |      |      |